# Francis Pegahmagabow
Francis Pegahmagabow (ojíbua:/ˌpɛɡəməˈɡæboʊ/; Parry Sound, 9 de março de 1891 – Parry Sound, 5 de agosto de 1952) foi um soldado, político e ativista ojíbua do Canadá. Ele foi o soldado indígena mais condecorado da história militar canadense e o atirador especial mais eficaz da Primeira Guerra Mundial. Três vezes premiado com a Medalha Militar e gravemente ferido, era um exímio atirador e batedor, creditado por matar 378 alemães e capturar mais 300. Posteriormente, ele atuou como chefe e conselheiro da Primeira Nação de Wasauksing e como ativista e líder em várias organizações das Primeiras Nações. Além disso, conheceu outras figuras aborígenes notáveis, incluindo nomes como Fred Loft, Jules Sioui, Andrew Paull e John Tootoosis.

## Primeiros anos
Francis Pegahmagabow nasceu em 9 de março de 1891, no que é hoje a reserva Shawanaga First Nation em Nobel, Ontário. Na língua ojíbua, seu nome era Binaaswi ("o vento que sopra"). Quando Francis tinha três anos de idade, seu pai morreu e sua mãe posteriormente o deixou para voltar para sua casa na Primeira Nação de Henvey Inlet. Ele foi criado pelo ancião Noah Nebimanyquod e cresceu em Shawanaga, onde aprendeu habilidades tradicionais como caça, pesca e medicina tradicional. Pegahmagabow praticava uma mistura de catolicismo e espiritualidade Anishinaabe.
Em janeiro de 1912, Pegahmagabow recebeu ajuda financeira para hospedagem e alimentação para concluir seus estudos em escola pública com a ajuda do advogado da Parry Sound Crown, Walter Lockwood Haight. Ele deixou a escola aos doze anos e trabalhou em acampamentos madeireiros e pesqueiros; posteriormente, acabou-se tornando um bombeiro marítimo.

## Carreira militar
Após a eclosão da Primeira Guerra Mundial, Pegahmagabow se ofereceu para servir na Força Expedicionária Canadense em agosto de 1914, apesar da discriminação do governo canadense que inicialmente excluía as minorias. Ele foi colocado no 23.º Regimento Canadense (Pioneiros do Norte). Depois de ingressar na força canadense, ele foi baseado no CFB Valcartier. Enquanto estava lá, decorou sua tenda do exército com símbolos tradicionais, incluindo um caribu, o símbolo de seu clã. No início de outubro de 1914, foi implantado no exterior com o 1.º Batalhão de Infantaria Canadense da 1.ª Divisão Canadense — o primeiro contingente de tropas canadenses enviadas para lutar na Europa. Seus companheiros o apelidaram de "Peggy".
Em abril de 1915, Pegahmagabow lutou na Segunda Batalha de Ypres, onde os alemães usaram gás cloro pela primeira vez na Frente Ocidental; foi durante essa batalha que ele começou a estabelecer uma reputação de atirador e batedor. Após a batalha, foi promovido a cabo de lança. Seu batalhão participou da Batalha do Somme em 1916, durante a qual foi ferido na perna esquerda. Ele se recuperou a tempo de retornar ao 1.º Batalhão quando eles se mudaram para a Bélgica. Logo em seguida, recebeu a Medalha Militar por levar mensagens ao longo das linhas durante essas duas batalhas.  Inicialmente, seu comandante, o tenente-coronel Frank Albert Creighton, o havia nomeado para a Medalha de Conduta Distinta, citando seu desrespeito ao perigo e "fidelidade ao dever", mas foi rebaixado.
Em 6 ou 7 de novembro de 1917, Pegahmagabow foi condecorado em sua Medalha Militar por suas ações na Segunda Batalha de Passchendaele. Durante a luta, o batalhão de Pegahmagabow recebeu a tarefa de lançar um ataque a Passchendaele. A essa altura, ele havia sido promovido ao posto de cabo e durante a batalha foi registrado como importante papel de elo entre as unidades do flanco do 1.º Batalhão. Quando os reforços do batalhão foram perdidos, Pegahmagabow foi fundamental para guiá-los e garantir que chegassem ao local alocado na linha.
Em 30 de agosto de 1918, durante a Batalha de Scarpe, Pegahmagabow estava envolvido na luta contra um ataque alemão em Orix Trench perto de Upton Wood. Sua companhia estava quase sem munição e correndo o risco de ser cercada. Pegahmagabow enfrentou tiros de metralhadora pesada e rifle indo para a terra de ninguém e trouxe de volta munição suficiente para permitir que seu posto continuasse e ajudasse a repelir contra-ataques inimigos pesados. Por esses esforços, ele recebeu uma segunda Ordem em sua Medalha Militar, tornando-se um dos apenas 39 canadenses a receber essa honra.
A guerra terminou em novembro de 1918, e em 1919, Pegahmagabow foi considerado incapaz de servir, retornando ao Canadá. Ele serviu por quase toda a guerra, e construiu uma reputação como um atirador habilidoso. Usando o difamado rifle Ross, foi creditado por matar 378 alemães e capturar mais trezentos. Na época de sua dispensa, havia servido na nomeação de sargento-mor e havia recebido a Estrela de 1914–15, a Medalha de Guerra Britânica e a Medalha de Vitória.

## Carreira política

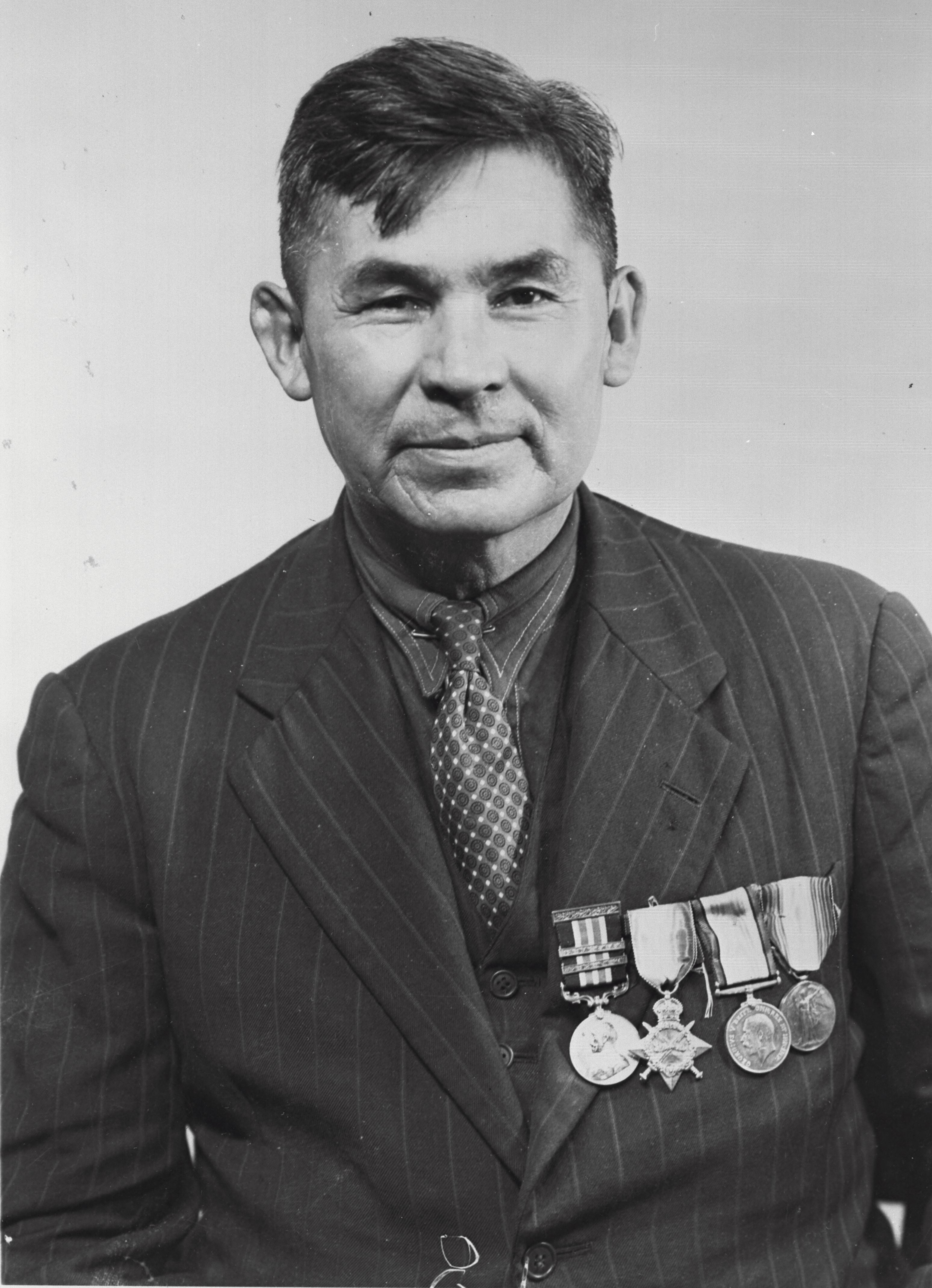
Pegahmagabow em 1945 enquanto participava de uma conferência em Ottawa onde o Governo Nacional Indiano foi formado

Após seu retorno ao Canadá, ele continuou a servir na Milícia Canadense como membro ativo não permanente dos Pioneiros do Norte (conhecidos hoje como Regimento de Algonquin). Seguindo os passos de seu pai e avô, foi eleito chefe da  em fevereiro de 1921. Uma vez no cargo, causou um cisma na tribo ao escrever uma carta pedindo que certos indivíduos e mestiços fossem expulsos da reserva. Ele foi reeleito em 1924 e serviu até ser deposto por meio de uma luta interna pelo poder em abril de 1925. Antes que a moção pudesse ser aprovada, Pegahmagabow renunciou. Uma década depois, foi nomeado vereador de 1933 a 1936. Em 1933, o Departamento de Assuntos Indígenas (abreviado do inglês: DIA) mudou suas políticas e proibiu os chefes das Primeiras Nações de se corresponderem com o DIA. Eles determinaram que toda a correspondência, a partir da primavera de 1933, passasse pelo agente indígena. Isso deu enorme poder ao agente, algo que irritou Pegahmagabow, pois ele não se dava bem com seu próprio agente, John Daly. Os membros da Primeira Nação que serviram no exército durante a Primeira Guerra Mundial foram particularmente ativos como ativistas políticos. Eles viajaram pelo mundo, ganharam o respeito dos camaradas nas trincheiras e se recusaram a ser deixados de lado pelo recém-empossado agente indiano. O historiador Paul Williams chamou esses defensores de "chefes de soldados que retornaram" e destacou alguns, incluindo Pegahmagabow, como sendo especialmente ativos. Isso causou intensos desentendimentos com Daly e acabou levando Pegahmagabow a ser deposto como chefe. Daly e outros agentes que entraram em contato com Pegahmagabow ficaram incrivelmente frustrados com suas tentativas, em suas palavras, de libertar seu povo da "escravidão branca". Os agentes indígenas o rotularam de "doente mental" e se esforçaram para afastá-lo e a seus apoiadores.
Além da luta pelo poder entre o conselho indígena e o DIA com o qual Pegahmagabow questionou, ele era um agitador constante nas ilhas da baía georgiana de Hurões. Os governos regionais das Primeiras Nações reivindicaram as ilhas como suas e Pegahmagabow e outros chefes tentaram em vão obter o reconhecimento de seu status.
Durante a Segunda Guerra Mundial, Pegahmagabow trabalhou como guarda em uma fábrica de munições perto de Nobel, em Ontário, e foi sargento-mor da milícia local. Em 1943, tornou-se o Chefe Supremo do Governo Independente Nativo, uma das primeiras organizações das Primeiras Nações.

## Vida pessoal
Casado e pai de seis filhos, Pegahmagabow morreu na reserva da Ilha Parry em 1952, aos 61 anos de idade. Ele foi membro do Indian Hall of Fame no Woodland Center em Brantford, em Ontário, e sua memória também é comemorada em uma placa em homenagem a ele e seu regimento no Rotary and Algonquin Regiment Fitness Trail em Parry Sound. Foi homenageado pelas Forças Canadenses com a atribuição do seu nome ao edifício do quartel-general do 3º Grupo de Patrulha de Rangers Canadianos na CFB Borden.

## Legado

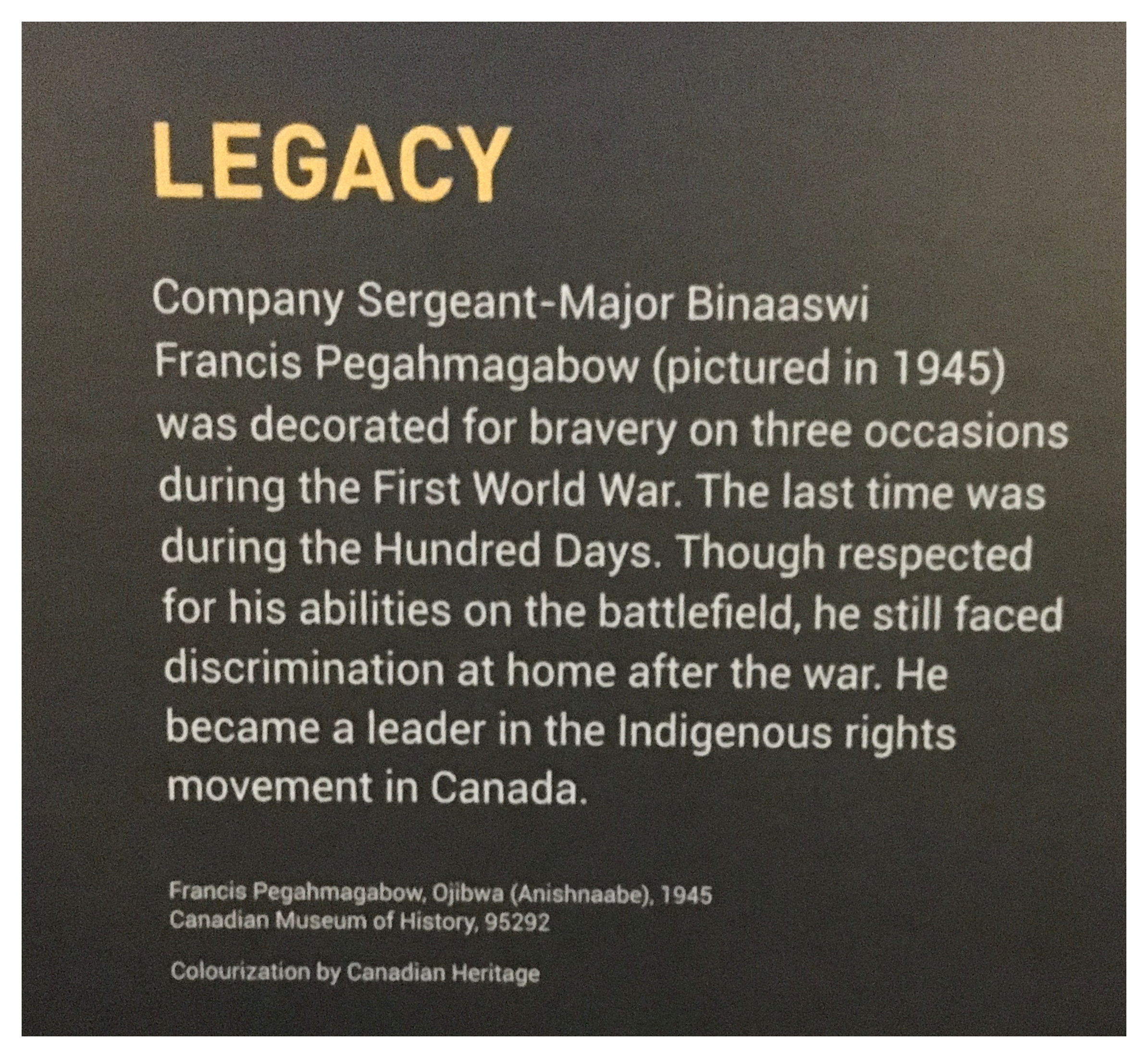
O legado de Pegahmagbow como um líder na luta dos direitos indígenas é reconhecido pelo Museu Canadense de História

O jornalista canadense Adrian Hayes publicou duas obras sobre Pegahmagabow: "Pegahmagabow: Legendary Warrior, Forgotten Hero" em 2003 e "Pegahmagabow: Life-Long Warrior" em 2009. Além disso, o romance "Three Day Road", escrito pelo romancista canadense Joseph Boyden e lançado em 2005, tem inspiração parcial em Pegahmagabow. Embora o protagonista do livro seja um personagem fictício que, assim como Pegahmagabow, atua como atirador militar na Primeira Guerra Mundial, Pegahmagabow também é retratado como um personagem secundário.
Uma estátua de bronze em tamanho real de Pegahmagabow foi erguida em sua homenagem no Dia Nacional do Aborígine, 21 de junho de 2016, em Parry Sound, perto da Baía Georgiana. A figura tem uma águia em um braço, um rifle Ross pendurado em seu ombro e um caribu em seus pés, representando o Caribou Clan ao qual Pegahmagabow pertencia. O artista Tyler Fauvelle passou oito meses esculpindo a estátua, que passou mais um ano na fundição. Fauvelle escolheu erguê-lo em Parry Sound em vez de Wasauksing para alcançar um público maior e educá-lo sobre as contribuições do povo das Primeiras Nações ao Canadá.
Em 2019, a banda de power metal com temática histórica Sabaton lançou uma música dedicada a Pegahmagabow, intitulada "A Ghost in the Trenches", em seu álbum The Great War.
Binaaswi foi um dos oito finalistas de 2020 para as notas de polímero de cinco dólares no Canadá.

### Prêmios
- Ele foi premiado pela primeira vez com a Medalha Militar enquanto lutava na segunda batalha de Ypres, Festubert e Givenchy, por coragem acima do fogo em enviar mensagens importantes para a retaguarda;[1]
- Ganhou sua primeira barra para a Medalha Militar na Batalha de Passchendaele;[1]
- Sua segunda barra para a Medalha Militar veio na batalha de The Scarpe, em 1918. Apenas 38 outros homens canadenses receberam a honra de duas barras;[1][10]
- A estrela de 1914–1915;[4]
- A Medalha de Guerra Britânica;[4]
- A Medalha da Vitória.[4]

Em 2003, a família Pegahmagabow doou suas medalhas e touca principal para o Museu de Guerra Canadense, onde puderam ser vistos a partir de 2010 como parte da Guerra Mundial. Enquanto pesquisava para seu romance Three Day Road de 2005, Boyden foi questionado sobre por que ele achava do fato de que Pegahmagabow não havia recebido um prêmio maior como a Distinguished Conduct Medal ou a Victoria Cross. Boyden sugeriu que o fato de Pegahmagabow ser um soldado das Primeiras Nações pode ter gerado ciúmes entre alguns oficiais. Eles poderiam ter suspeitado da precisão dos números de alemães que Pegahmagabow alegava ter abatido, uma vez que ele não utilizava um observador durante seus disparos.